# Kalkoven Schaelsberg

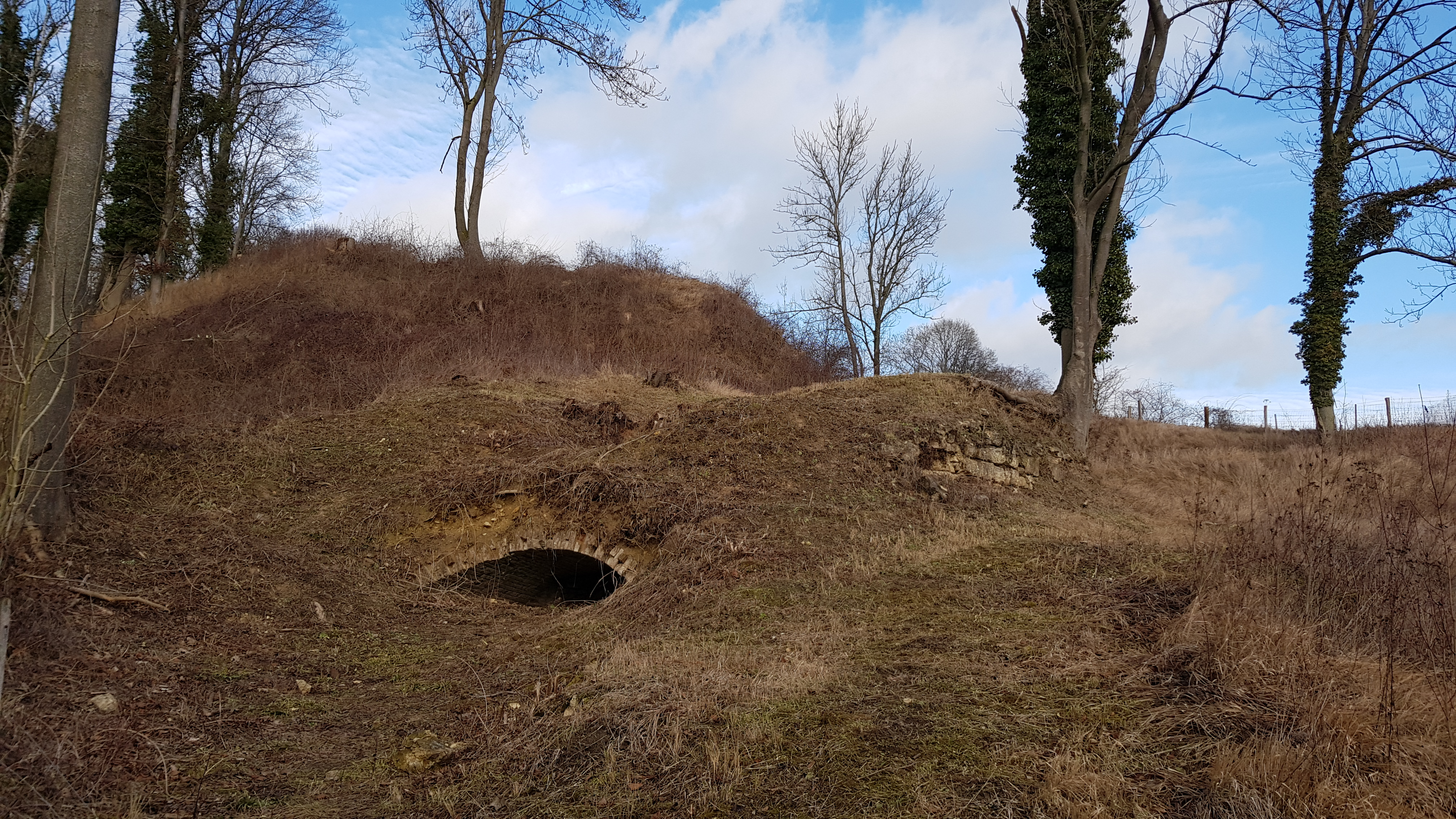
De kalkoven in januari 2021

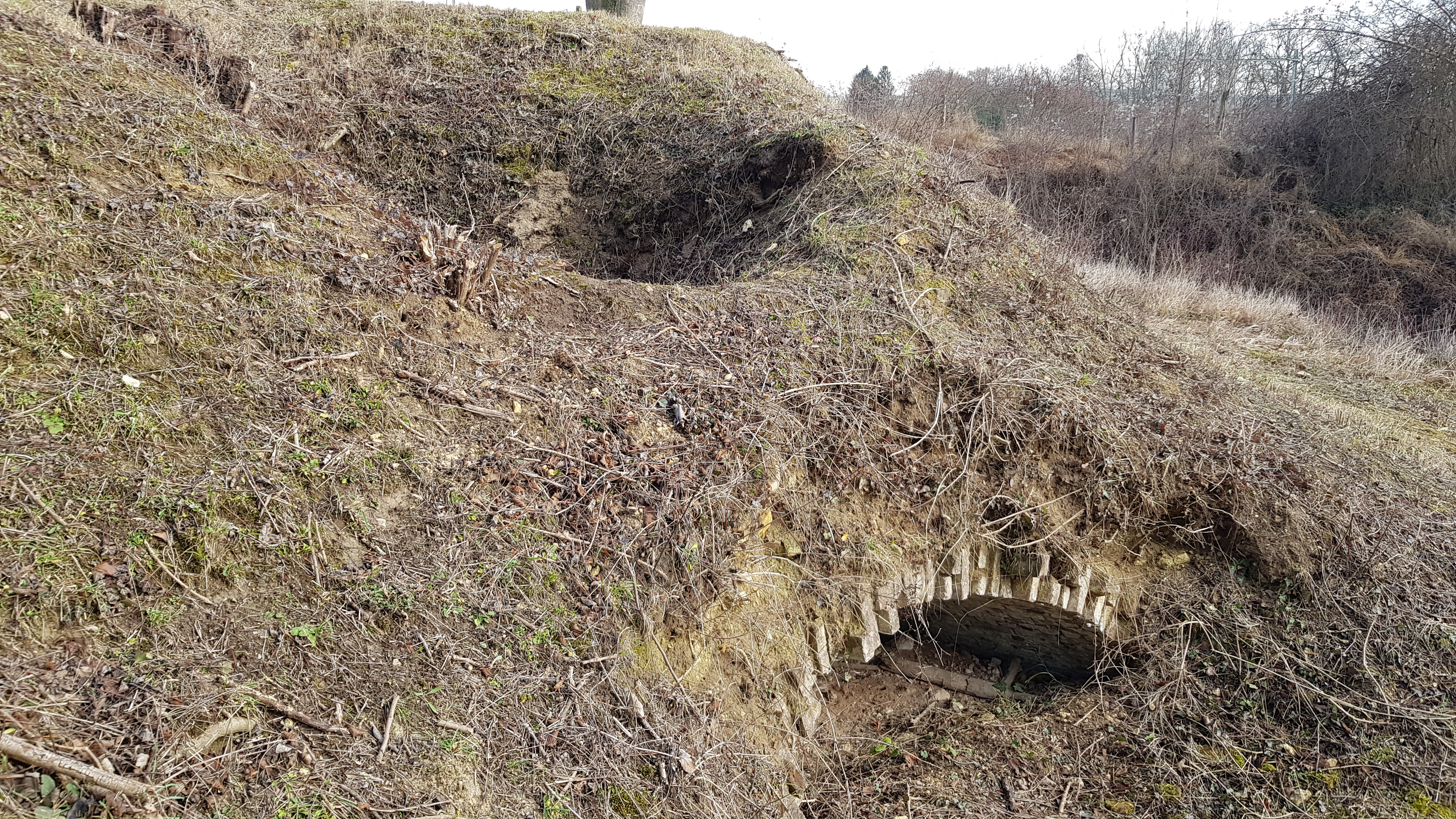
De vulopening boven en de ovenmond onder

De Kalkoven Schaelsberg is een kalkbranderij in de Nederlandse gemeente Valkenburg aan de Geul in Zuid-Limburg. Het bouwwerk staat ten noordoosten van Oud-Valkenburg aan de spoorlijn Aken - Maastricht in het Schaelsbergerbos aan de voet van de Schaelsberg en Daolkesberg aan de zuidoostelijke rand van het Centraal Plateau.
Op ongeveer een kilometer naar het oosten liggen de Kalkoven Walem en de Kalkoven Kroongroeve.
De kalkbranderij ligt op het terrein van de Vereniging Natuurmonumenten.

## Geschiedenis
Op 30 mei 1919 werd er een vergunning aangevraagd door J. van Filippo om onderaan de Schaelsberg een kalkbranderij te bouwen. Deze vergunning werd op 31 juli 1919 verkregen.

## Kalkoven
De kalkoven heeft één ovenmond. In de kalkoven werd Kunraderkalksteen verbrand voor de productie van ongebluste kalk. Deze kalk werd dan gebruikt voor metselmortel of voor het bemergelen van akkers met landbouwkalk.